# Stan makroskopowy
Stan makroskopowy – stan układu opisany przy użyciu zmiennych makroskopowych (np. ciśnienie, objętość, temperatura). Wartości tych zmiennych można teoretycznie otrzymać przez uśrednienie po zmiennych mikroskopowych (np. położenia i prędkości wszystkich cząstek), które opisują stan mikroskopowy. Każdemu stanowi makroskopowemu {\displaystyle A} odpowiada więc pewna liczba {\displaystyle \Omega (A)} stanów mikroskopowych, które są w pomiarze makroskopowym określane jako ten sam stan {\displaystyle A.} W mechanice statystycznej entropia {\displaystyle S} stanu {\displaystyle A} jest dana wzorem
{\displaystyle S(A)=k_{B}\ln \Omega (A),}
gdzie {\displaystyle k_{B}} – stała Boltzmanna.